# Wilfredo Vázquez
Wilfredo Vázquez (* 2. August 1960 in Bayamón, Puerto Rico) ist ein ehemaliger puerto-ricanischer Boxer im Feder-, Bantam- und Superbantamgewicht. Er wurde von Angel Rodriguez trainiert.

## Karriere
Ende 1981 gab Vázquez gegen William Ramos sein Profidebüt und verlor nach Punkten. Im Oktober 1987 wurde er im Bantamgewicht Weltmeister der WBA, als er den Südkoreaner Park Chan-yong durch technischen K.o. in Runde 10 besiegte. Im darauffolgenden Jahr verteidigte er diesen Gürtel mit einem Unentschieden und verlor ihn an den bis dahin noch ungeschlagenen Khaokor Galaxy.
Im März 1992 trat er gegen Raúl Pérez um den WBA-Weltmeistertitel im Superbantamgewicht an und siegte. Nach insgesamt 10 Titelverteidigungen verlor er den Gürtel am 13. Mai 1995 an Antonio Cermeño durch einstimmigen Beschluss. Im Mai 1996 boxte er gegen Eloy Rojas um die WBA-Weltmeisterschaft im Federgewicht und siegte durch T. K. o. Diesen Titel verlor er im April 1998 an Naseem Hamed.